# ستانیسلاس سورل
 ستانیسلاس سورل (انگلیسی: Stanislas Sorel؛ زاده ۱۸۰۳ درگذشته ۱۸ مارس ۱۸۷۱) یک فیزیک‌دان اهل فرانسه بود.